# 耶穌顯聖容教堂

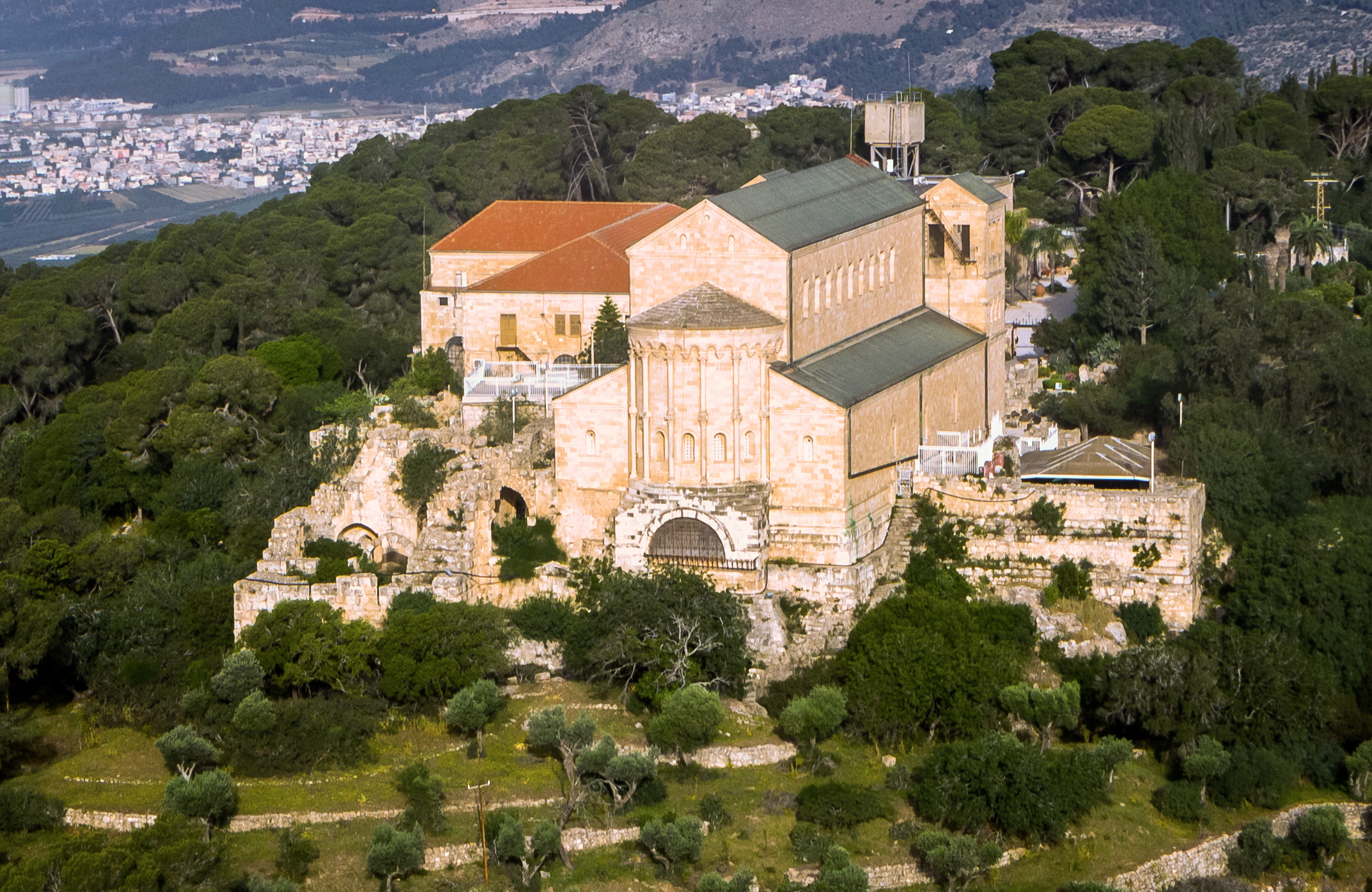
迦百農教堂

耶穌顯聖容教堂（希伯來語：‎）是位於以色列塔博爾山的一座方濟各會的教堂。這座教堂被認為是耶穌顯聖容故事的發生地點。現在的教堂是方濟各會修道院建築群的一部分，竣工於1924年，建築設計者是Antonio Barluzzi。